# Taha Yassin Ramadan

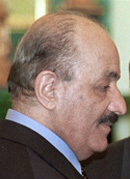
Taha Yassin Ramadan

Taha Yassin Ramadan al-Jazrawi (Arabisch: طه ياسين رمضان الجزراوي) (Mosoel, 22 februari 1938 - Bagdad, 20 maart 2007) was een Iraakse, Koerdische politicus.
Hij was de vicepresident gedurende het regime van president-dictator Saddam Hoessein en lid van de Arabische Socialistische Ba'ath-partij. Hij gold als de machtigste man na Hoessein en stond bekend als wreed.
In de jaren zeventig was hij minister van industrie onder president Ahmad Hassan al-Bakr. Van 1979 tot 1991 was hij onder Saddam Hoessein eerste vicepremier en tevens lid van het Regionale Commando van de Ba'ath. In 1991 werd hij vicepresident (tot april 2003). Ramadan stond bekend als een trouw aanhanger van Saddam Hoessein. In augustus 2003 werd hij door aanhangers van de Koerdische PUK gevangengenomen en overgedragen aan de door de Verenigde Staten geleide coalitietroepen. Vanaf mei 2004 zat Ramadan in hechtenis.
De openbaar aanklager in Irak eiste op 19 juni 2006 de doodstraf, tegelijkertijd met en in hetzelfde proces als tegen Saddam Hoessein. Op 5 november van dat jaar werd hij tot levenslange gevangenisstraf veroordeeld. In hoger beroep werd deze straf omgezet in de doodstraf. Op 12 februari 2007 werd deze straf uitgesproken door de rechter. De veroordeling tot de doodstraf werd een maand later op 15 maart bevestigd door het Iraakse hof van beroep en op 20 maart 2007 werd het vonnis door middel van ophanging voltrokken. Ramadan kreeg de doodstraf voor zijn aandeel in de moord op 148 mannen en jongens in de Iraakse plaats Dujail in 1982. Hij werd in dezelfde plaats begraven waar ook Saddam Hoessein ter aarde werd besteld, het bij Tikrit gelegen Aoeja.